# Tucker Corporation

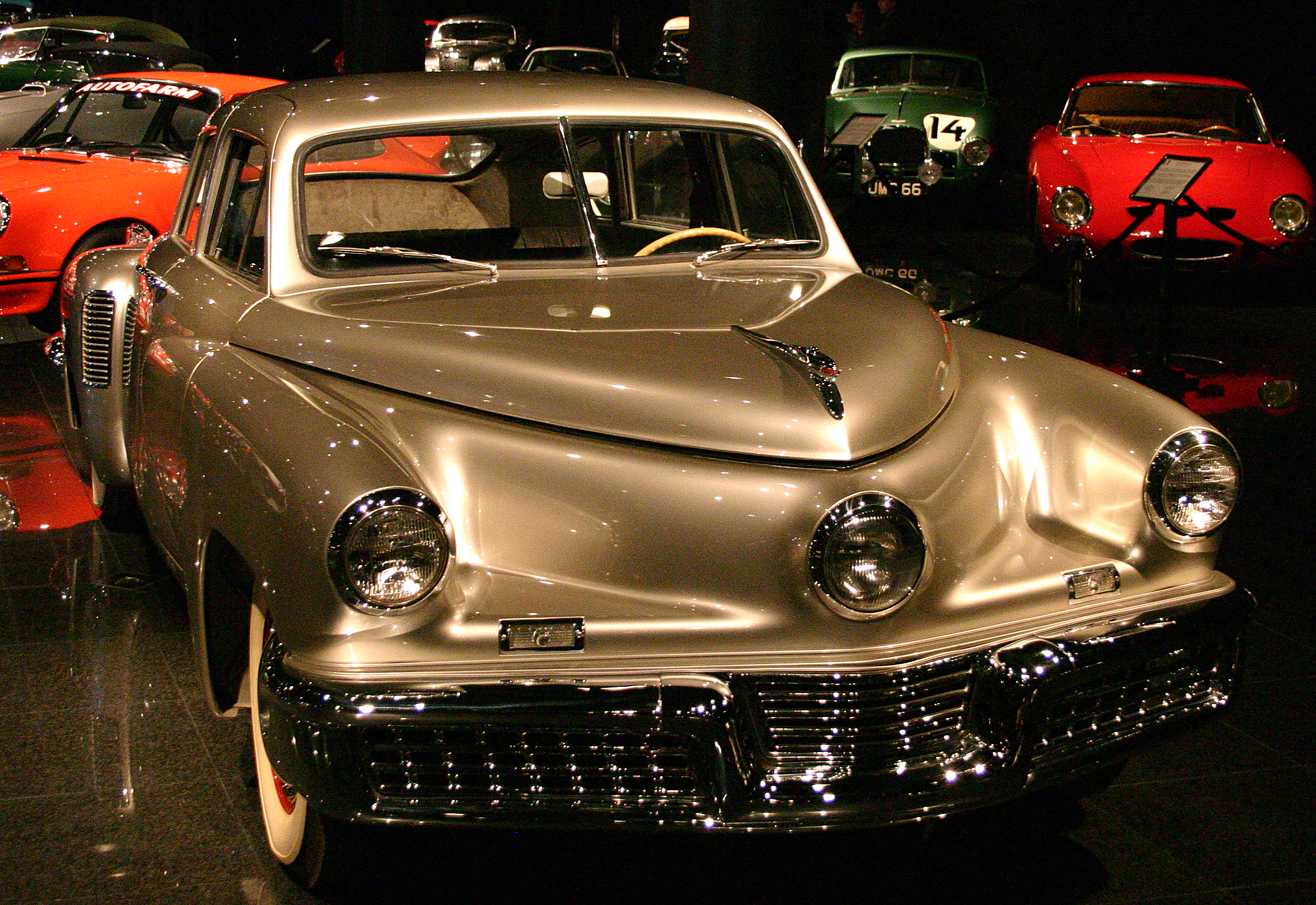
Tucker ’48

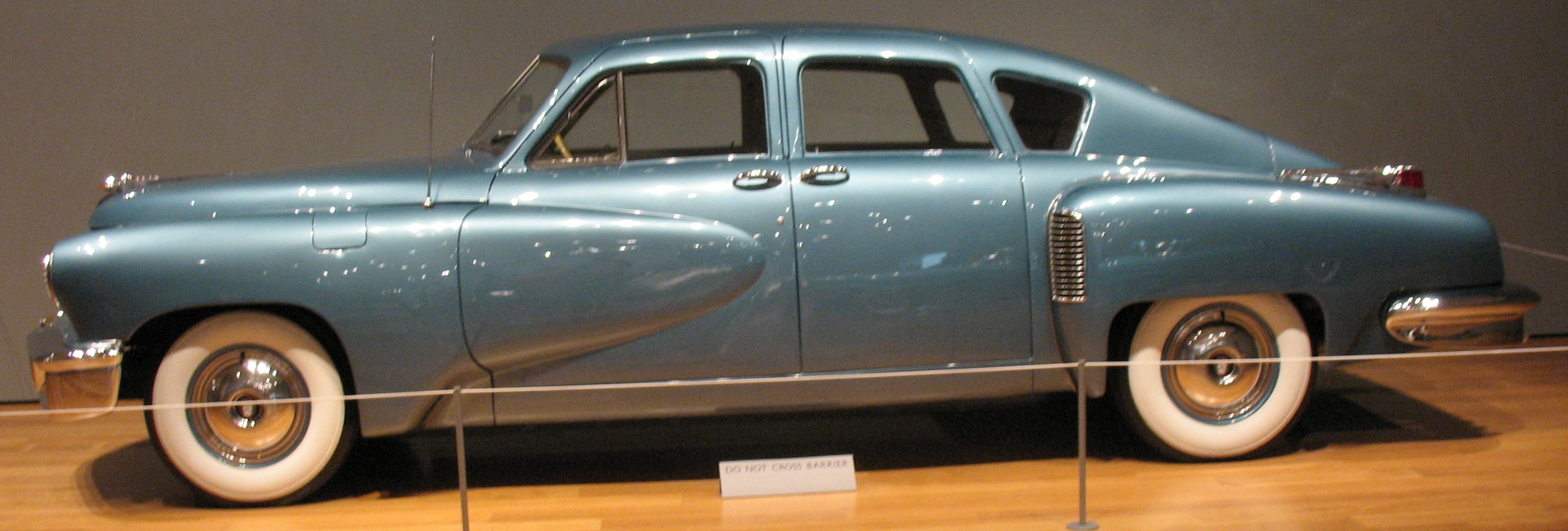
Seitenansicht

Tucker Corporation war ein US-amerikanischer Hersteller von Automobilen. Der Markenname lautete Tucker.

## Unternehmensgeschichte
Preston Tucker gründete 1947 das Unternehmen in Chicago. Er begann mit der Entwicklung eines Automobils. Der Designer Alex Tremulis entwarf das einzige Modell innerhalb von sechs Tagen; Ray Dietrich war später an der Lösung von Detailfragen beteiligt. Produziert wurde in einem ehemaligen Flugzeugmotorenwerk in Cicero, Illinois. Die großen amerikanischen Konkurrenten Ford, Chrysler und General Motors versuchten mit verleumderischen Kampagnen, den Siegeszug zu stoppen, da sie eine gefährliche Konkurrenz sahen. Nachdem Preston Thomas Tucker der Steuerhinterziehung von 30 Millionen US-Dollar angeklagt wurde, schlossen die Finanzbehörden das Tucker-Werk. Vor Gericht wurde Preston Tucker von den Vorwürfen freigesprochen; die Produktion konnte jedoch nicht wieder aufgenommen werden.

## Stückzahlen
Trotz aller Probleme wurden in der Zeit von Januar 1947 bis Juli 1948 außer dem Prototyp weitere 50 Fahrzeuge gefertigt. Von den insgesamt 51 Automobilen existieren heute noch 47, von denen 24 in Privathand und 23 in Museen, Ausstellungen oder Sammlungen erhalten sind. Ein 52. Auto wird nicht zu den originalen Fahrzeugen gezählt, weil es – obwohl aus Originalteilen gebaut – erst Ende der 1980er Jahre fertiggestellt wurde.
Von den 47 noch intakten Tucker ’48 befinden sich nur drei außerhalb des amerikanischen Kontinents: zwei davon in japanischen Museen, das einzige Exemplar in Europa in Privatbesitz in Großbritannien.

## Fahrzeug
Das einzige Modell war einer der damals fortschrittlichsten Personenkraftwagen und in vielen Aspekten seiner Zeit voraus.

## Trivia
Das Auto und die Biografie des Preston Tucker bilden die Grundlage für Francis Ford Coppolas Film Tucker – Ein Mann und sein Traumauto vom Lucasfilm-Studio.
In Stephen Kings Buch In einer kleinen Stadt besitzt der Bösewicht einen Tucker-Talisman, von dem er behauptet, es wären nur zwei Stück je gebaut worden.
Ein Tucker spielt eine tragende Rolle in der Geschichte Sin City 2: A Dame to Kill For von Frank Miller.